# Avertismentul (film din 1980)
Avertismentul (titlul original: în italiană L'avvertimento) este un film polițist italian, realizat în 1980 de regizorul Damiano Damiani,   protagoniști fiind actorii Giuliano Gemma, Laura Trotter, Martin Balsam și John Karlsen.

## Rezumat
Comisarul Baresi descoperă pe extrasele sale bancare o sumă importantă, a cărei origine nu o poate explica. Când întreabă banca sa dacă este o eroare, i se confirmă că banii au fost corect transferați în contul său. Cand ceva mai tarziu a primit un telefon anonim in biroul sau de la sediul Politiei din Roma, prin care i s-a cerut ceva în schimbul acelei sume de bani, a decis spontan să renunțe la serviciu pentru a nu putea fi șantajat.
Dar un incident teribil îi zădărnicește planurile. Colegul său Vincenzo Laganà este ucis împreună cu avocatul Milanesi în clădirea poliției, de trei bărbați deghizați în ofițeri de poliție. Laganà investigase mafia, dar extrasele sale bancare sugerează că el însuși a fost implicat, o suspiciune pe care văduva sa Silvia o neagă vehement...

## Distribuție
- Giuliano Gemma – comisarul Antonio Barresi
- Martin Balsam – chestorul Martorana
- John Karlsen – Ferdinando Violante
- Laura Trotter – Silvia Laganà
- Guido Leontini – Gianfranco Puma
- Franco Odoardi – comisarul șef Vincenzo Laganà
- Giancarlo Zanetti – vice comisarul Prizzi
- Marcello Mandò – vice comisarul Pastore
- Vincent Gentile – Ludovico Vella
- Elio Marconato – Nicola Vella
- Geoffrey Copleston – procurorul Vesce
- Andrea Scazzola – Sandro La Grutta
- Ennio Antonelli – palo di Le Maitre
- Giordano Falzoni – avocatul Milanesi
- Giulia Fossà – fata de la comisariat
- Julian Jenkins – avocatul Lopez
- Mike Morris – Giorgio Massimiliano
- Giorgio Lucchese – Carlo Mannino
- Richard McNamara – Castrovillari
- Deddi Savagnone – dna. Vella
- Anna Maria Pescatori – dna. la comisariat
- Giampaolo Saccarola – avocatul Vimercati